# 방관자들
방관자들은 한국에서 제작된 이종석 감독의 2022년 드라마, 스릴러, 범죄 영화이다. 고수 등이 주연으로 출연하였다.

## 출연

### 주연
- 고수 : 정익제  전 부시장 역
- 이희준 : 김낙수 의원
- 이경영 : 강윤태 의장